# Estetica fetish
Per estetica fetish o estetica feticista si intendono tutte quelle immagini o allusioni letterarie che fanno riferimento più o meno esplicito in generale alle parafilie, e in particolare alla sottocultura sadomasochista o al bondage. Poiché in effetti qualunque oggetto o situazione può diventare un "feticcio" (fetish), l'estetica fetish è quindi caratterizzata da una grande varietà di temi e riferimenti.
Fu lo psicologo Alfred Binet il primo a tentare una spiegazione al motivo per cui alcune persone idolatrano certi oggetti, certe parti del corpo o certe caratteristiche fisiche, e sviluppò una teoria secondo cui ogni cosa può diventare oggetto di venerazione e feticismo.
Sigmund Freud, nei suoi Saggi sulla teoria sessuale, afferma che "un certo grado di feticismo è di regola proprio dell'amore normale.. il caso patologico subentra solo quando il desiderio del feticcio si fissa  e si sostituisce alla meta normale", ovvero "quando il feticcio distaccato dalla persona diventa unico oggetto sessuale".
Alcune immagini fetish classiche sono i tacchi alti, gli stivali, le calze a rete, gli indumenti in lattice (latex), pelle o vinile. Tra le parti del corpo, una particolare importanza per l'estetica fetish è data dal piede.